# Kloster-Lasse
Kloster-Lasse, benämning på Lars Nilsson (latin: Laurentius Nicolai Norvegus), egentligen Laurids Nilsen, född  1538 i Tønsberg i Norge, död 1622 i Vilna, Litauen, var en norsk-svensk katolsk präst och jesuit verksam i Sverige under kungarna Johan III och Sigismund vid tiden för protestantiska reformationen i landet.
När det protestantiska svenska prästerskapet fått reda på att en katolsk präst och jesuit verkade i Sverige inleddes en kampanj mot ”papisten Laurentius i klostret".

## Biografi
Lars Nilsson föddes 1538 i Tønsberg i Norge. Under sin uppväxt blev han påverkad av den lokala prästen som var katolik, och som trots reformationen av Danmark-Norge tillåtits att fortsätta sin verksamhet. Under sina teologistudier vid Universitetet i Louvain övergick han även officiellt till katolicismen och inträdde 1564 i jesuitorden.

### Reformationen i Sverige
1576 sändes han av ordensgeneralen till Sverige för att verka för katolicismen och började där "propagandera i protestantisk förklädnad. Kung Johan III upprättade för honom en läroanstalt, Collegium regium Stockholmense på Gråmunkeholmen, i dag känt som Riddarholmen, i det gamla Gråbrödraklostret i Stockholm, där han predikade och ledde undervisning för 300 personer.
Johan III förde förhandlingar med Rom om att återföra Sverige till katolicismen, med vissa protestantiska bruk behållna, bland annat uteblivet celibat (såsom hos till exempel de katolska östkyrkorna). Under sin tid i Stockholm bidrog Laurentius till att Johan III:s liturgireform kunde genomföras. 
Skolan blev välbesökt. Redan vid påsken år 1577 hade Laurentius omvandlat 30 elever till katolicismen. De avlade en katolsk trosbekännelse och mottog sakramentet enligt den romerska kyrkans rit. Kort därefter kunde han skicka sex av dessa unga män till Rom för att utbildas till missionärer och sprida den katolska tron i Sverige. Bland dem fanns en brorson till Hans Brask. Året därpå reste ytterligare fem unga män till påvestaden, och våren 1579 var 20 unga män redo att bege sig till jesuitkollegierna i Braunsberg i Preussen och Olmütz i Mähren för att få sin utbildning.
Dessa nyomvända var så fasta i sin tro att när pesten härjade i Stockholm år 1579 och tre av skolans elever föll offer för sjukdomen, bad de sin lärare på dödsbädden att inte bli begravda bland lutheranerna. Laurentius begravde dem enligt katolsk ritual på en plats i den gamla klosterkyrkogården där inga lutheraner vilade. Han var tvungen att utföra begravningen mitt i natten för att undvika att bli upptäckt och hindrad. Under pestens härjningar stannade han kvar i huvudstaden, fast han var medbjuden till Drottningholm dit hovet evakuerades, och hjälpte istället de sjuka.
Laurentius vann också sympatier från flera svenska stormän för sin kyrka. Men såvitt man vet var det bara en adelsman som faktiskt konverterade till katolicismen, och denne man var enligt Johan III "förbullrad och fördärvad av mycken drick".
I Rom ansåg man att deras utsände var för eftergiven i förhandlingarna med den svenske kungen. När fler jesuiter anlände till Sverige fick istället legaten Antonio Possevino ledningen för den svenska missionen, vilket gjorde att Laurentius tvingades bli radikalare och förhållandet med kungen därmed sämre.
Det var emellertid först när legaten från Rom återkom och det visade sig att kungens ekumeniska planer bemöttes kallsinnigt av påven som Laurentius och de övriga jesuiterna förvisades 1588. Resten av livet brann han för missionen i Skandinavien, men till följd av konflikten med Possevino dröjde det innan han åter fick officiella uppgifter av kyrkan inom detta område. Trots att kung Sigismund bad att få med sig Laurentius till Sverige för att leda diskussionerna med det lutherska prästerskapet tillät inte kyrkan att han skickades dit, utan Sigismund fick nöja sig med andra jesuiter.
Efter att ha verkat vid olika jesuitkollegier, bland annat i Braunsberg, blev han emellertid 1600 utsedd som katolska kyrkans expert på skandinavisk mission och gjorde två missionsresor till Danmark och undervisade vid jesuitiska prästutbildningar för skandinaver i Baltikum. I Riga mötte han som gammal man Gustav II Adolf som intagit staden 1621 under andra polska kriget; han blev igenkänd och de munhöggs, varefter han fick fri lejd tillsammans med övriga jesuiter till Vilna där han avled 1622.